# Bryum rhizoblastum
Bryum rhizoblastum är en bladmossart som beskrevs av Jules Cardot och Brotherus 1923. Bryum rhizoblastum ingår i släktet bryummossor, och familjen Bryaceae. Inga underarter finns listade i Catalogue of Life.